# امیر عرب‌براقی
امیر عرب‌براقی (عرب‌براقی  ۲۶ آبان ۱۳۷۱ در شهرری) داور فوتبال اهل ایران است.
وی جوانترین داور فوتبال لیگ برتر ایران است. امیر عرب‌‌براقی برادر زن علیرضا فغانی داور فوتبال و پسر حسین عرب‌‌براقی داور سابق فوتبال ایران است .

## سوابق ورزشی
امیر، فرزند حسین عرب‌‌براقی داور سابق فوتبال ایران است و در خانواده ای کاملاً فوتبالی به دنیا آمده‌است. از سن کم در لیگ برتر سوت زده و نامش در ۲۷ سالگی وارد لیست بین‌المللی شد. او در لیگ بیستم ۱۱ قضاوت داشت، ۲ بازی حذفی را سوت زد، ۵ بازی لیگ آزادگان را هم داوری کرد و عملکرد قابل قبولی را در حیطه داوری داشت. عرب‌براقی بازی‌های مهمی را سوت زده که از جمله دیدار پرسپولیس و نساجی در لیگ بیستم دو بار برای سرخ‌پوشان سوت زده و در لیگ نوزدهم قضاوت دیدار رفت پرسپولیس و ساپیا و داور بازی تراکتور و گل گهر سیرجان را نیز برعهده داشت. وی در لیگ بیست و یکم ۱۹ بازی قضاوت کرد و در لیگ بیست دوم در ده باری ۳ کارت زرد نشان داد.از قضاوت های مهم وی می‌توان استقلال-فولاد،استقلال گل گهر،سپاهان پرسپولیس،تراکتور پرسپولیس و…… اشاره کرد
عرب‌براقی علی رغم سن کم از داوران الیت و بین المللی ایران و همچنین وی مجوز قضاوت با VARرا از سوی FIFA نیز به دست آورده است.وی سابقه حضور در پروجکت فیوچر آسیا و حضور در آکادمی داوران آسیا در سال ۲۰۱۷ تا ۲۰۲۱ را دارد و فعالیت خود را زیر نظر AFC دنبال کرده است